# Fann Attiki
Œuvres principales
Cave 72
Fann Attiki, né en 1992 à Pointe-Noire en République du Congo, est un slameur, poète et romancier congolais. Il s'est fait connaître notamment grâce à son premier roman, Cave 72, qui lui vaut le Prix Voix d'Afriques en 2021, et par son engagement dans la scène slam et théâtrale.

## Biographie
Au cours de sa jeunesse Fann Attiki, s'est imprégné des univers de Sony Labou Tansi, d'Emmanuel Dongala et d'autres figures majeures de la littérature congolaise, tout en découvrant l'art de Gustave Flaubert. D'abord engagé dans la scène du slam, il se tourne peu à peu vers l'écriture littéraire. Installé à Brazzaville depuis 2016, il débute par la publication de nouvelles avant de se consacrer à la rédaction d’un roman. Achevé dans les délais pour sa participation au concours organisé par Radio France internationale et les éditions JC Lattès, son manuscrit, retenu parmi cinq finalistes, est primé par un jury présidé par l’écrivain Abdourahman Waberi et composé de journalistes, d’éditrices, de blogueurs, de libraires, d’auteurs et de responsables culturels venus notamment de France, de Côte d'Ivoire et de Mauritanie.

## Parcours artistique
Fann Attiki s’est rapidement imposé dans le milieu du slam grâce à son engagement à travers ses prestations scéniques. Il prend part à de nombreux événements culturels dont le plus notable demeure l’inauguration de la Cité internationale de la langue française de Villers-Cotterêts en région Hauts-de-France où il rencontre les Académiciens Dany Laferrière et Erik Orsenna.

## Œuvres
- Cave 72 (2021)[4]